# Metallura williami
A Metallura williami  a madarak osztályának sarlósfecske-alakúak (Apodiformes)  rendjébe és a kolibrifélék (Trochilidae) családjába tartozó faj.

## Rendszerezése
A fajt Adolphe Delattre és Jules Bourcier írták le 1846-ban, a Trochilus nembe Trochilus williami néven.

## Alfajai
- Metallura williami atrigularis Salvin, 1893
- Metallura williami primolina Bourcier, 1853
- Metallura williami recisa Wetmore, 1970
- Metallura williami williami (Delattre & Bourcier, 1846)

## Előfordulása
Az Andok hegységben, Ecuador és Kolumbia területén honos. Természetes élőhelyei a szubtrópusi és trópusi hegyi esőerdők és magaslati füves puszták. Állandó, nem vonuló faj.

## Megjelenése
Testhossza 12 centiméter.

## Természetvédelmi helyzete
Az elterjedési területe nagyon nagy, egyedszáma viszont csökken, de még nem éri el a kritikus szintet. A Természetvédelmi Világszövetség Vörös listáján nem fenyegetett fajként szerepel.